# Кіногід збоченця
«Кіногід збоченця» (англ. The Pervert's Guide to Cinema, 2006) — документальний фільм режисера Софі Файнс (сестра Рейфа Файнса), в якому словенський філософ і культуролог Славой Жижек інтерпретує знамениті фільми й окремі сцени з них з точки зору психоаналізу. Музику до фільму написав Брайан Іно.

## Сюжет
Стрічка являє собою психоаналітичний підхід до дослідження кіно в трьох частинах. Сюжет складається з постійної зміни кадрів із всесвітньо відомих фільмів, які коментуються Жижеком, при цьому режисер поміщає його в відтворені декорації з цих же кінострічок.

## Розглянуті фільми
1 частина:
- Одержима (англ. Possessed, 1931)
- Матриця (англ. The Matrix, 1999)
- Птахи (англ. The Birds, 1963)
- Психо (англ. Psycho, 1960)
- Качиний суп (англ. Duck Soup, 1933)
- Безглузда робота (англ. Monkey Business, 1931)
- Той, що виганяє диявола (англ. The Exorcist, 1973)
- Заповіт доктора Мабузе (англ. The Testament of Dr. Mabuse, 1933)
- Чужий (англ. Alien, 1979)
- Найвеличніший диктатор (англ. The Great Dictator, 1940)
- Малголленд-Драйв (англ. Mulholland Drive, 2001)
- Аліса в Країні чудес (англ. Alice in Wonderland, 1951)
- Червоні черевички (англ. The Red Shoes, 1948)
- Доктор Стренджлав, або: Як я перестав хвилюватись і полюбив бомбу (англ. Dr. Strangelove or: How I Learned to Stop Worrying and Love the Bomb, 1964)
- Бійцівський клуб (англ. Fight Club, 1999)
- Глибоко вночі (англ. Dead of Night, 1945)
- Розмова (англ. The Conversation, 1974)
- Синій оксамит (англ. Blue Velvet, 1986)
- Запаморочення (англ. Vertigo, 1958)

2 частина:
- Соляріс (англ. Solaris, 1972)
- Дикі серцем (англ. Wild at Heart, 1990)
- Загублене шосе (англ. Lost Highway, 1997)
- Персона (швед. Persona, 1966)
- Темна сторона пристрасті (англ. In the Cut, 2003)

- Із широко заплющеними очима (англ. Eyes Wide Shut, 1999)
- Піаністка (фр. La Pianiste, 2001)
- Три кольори: Синій (фр. Trois Couleurs: Bleu, 1993)

3 частина:
- Чужий 4: Воскресіння (англ.  Alien Resurrection, 1997)
- Доґвіль (англ. Dogville, 2003)
- Чарівник країни Оз (англ. The Wizard of Oz, 1939)
- Франкенштейн (англ. Frankenstein, 1931)
- Десять заповідей (англ. The Ten Commandments, 1956)
- Диверсант (англ. Saboteur, 1942)
- Вікно у двір (англ. Rear Window, 1954)
- Спіймати злодія (англ. To Catch a Thief, 1955)
- На північ через північний захід (англ. North by Northwest, 1959)
- Зоряні війни. Епізод III: Помста ситхів (англ. Star Wars Episode III: Revenge of the Sith, 2005)
- Дюна (англ. Dune, 1984)
- Вогні великого міста (англ. City Lights, 1931)

Назви фільмів написані в порядку, в якому з'являються у фільмі вперше. Далі вони можуть розглядатися ще не один раз.